# Песнек
Песнек (нім. Pößneck) — місто в Німеччині, розташоване в землі Тюрингія. Входить до складу району Заале-Орла.
Площа — 24,45 км2. Населення становить 11 752 ос. (станом на 31 грудня 2021).